# Xiaoruo
Xiaoruo (kinesiska: 小箬) är en socken i sydöstra Kina. Den ligger i Minhou härad i provinshuvudstaden Fuzhou i provinsen Fujian, omkring 49 kilometer nordväst om centrala Fuzhou. Antalet invånare är 5 680. Befolkningen består av 2 750 kvinnor och 2 930 män. Barn under 15 år utgör 19,0 %, vuxna 15-64 år 67 %, och äldre över 65 år 12,0 %.